# 平川站
平川站（日语：／ Hirakawa eki */?）是一座位於鹿兒島縣鹿兒島市平川町的九州旅客鐵道（JR九州）指宿枕崎線的鐵路車站。

## 車站構造
- 一個1面1線側式月台，不可以列車交會。
- 業務委託站。
- 地面車站。

## 利用狀況
- 在2009年，平均1日的乘車人數為1,110人（比前年少13人）。

| 乘車人數變化 | 乘車人數變化 |
| 年度         | 1日平均人數  |
| ------------ | ------------ |
| 2000         | 1,208        |
| 2001         | 1,230        |
| 2002         | 1,219        |
| 2003         | 1,184        |
| 2004         | 1,153        |
| 2005         | 1,118        |
| 2006         | 1,123        |
| 2007         | 1,126        |
| 2008         | 1,123        |
| 2009         | 1,110        |

## 車站周邊
- 國道226號
- 錦江灣公園
- 錦江灣高校
- 最福寺

## 历史
- 1934年（昭和9年）5月20日：車站啟用。
- 1987年（昭和62年）4月1日：因國鐵分割民營化，本站成為九州旅客鐵道的車站。

## 相鄰車站
九州旅客鐵道
指宿枕崎線
■快速「菜之花」
五位野－平川－喜入
■普通
五位野－平川－瀨瀨串

## 相關項目
- 日本鐵路車站列表

## 外部連結
- 平川車站 （页面存档备份，存于）（日語）